# Rosalie Brink
Rosalie Brink (9 januari 1995) is een Nederlands voetbalster die onder contract staat bij PEC Zwolle.

## Carrièrestatistieken
| Seizoen                         | Club            | Land            | Competitie            | Competitie | Competitie | Beker | Beker | Internationaal | Internationaal | Overig | Overig | Totaal | Totaal |
| Seizoen                         | Club            | Land            | Competitie            | Wed.       | Dlp.       | Wed.  | Dlp.  | Wed.           | Dlp.           | Wed.   | Dlp.   | Wed.   | Dlp.   |
| ------------------------------- | --------------- | --------------- | --------------------- | ---------- | ---------- | ----- | ----- | -------------- | -------------- | ------ | ------ | ------ | ------ |
| 2012/13                         | PEC Zwolle      | Nederland       | Women's BeNe League B | 2          | 0          | 0     | 0     | –              | –              | –      | –      | 2      | 0      |
| 2013/14                         | PEC Zwolle      | Nederland       | Women's BeNe League   | 0          | 0          | 0     | 0     | –              | –              | –      | –      | 0      | 0      |
| 2014/15                         | PEC Zwolle      | Nederland       | Women's BeNe League   | 0          | 0          | 0     | 0     | –              | –              | –      | –      | 0      | 0      |
| Carrière totaal                 | Carrière totaal | Carrière totaal | Carrière totaal       | 2          | 0          | 0     | 0     | 0              | 0              | 0      | 0      | 2      | 0      |
| Bijgewerkt tot 3 september 2014 |                 |                 |                       |            |            |       |       |                |                |        |        |        |        |